# Свидетельские показания
Свидетельские показания — сведения, выраженные в устных ответах свидетелей, об обстоятельствах, имеющих значение для рассмотрения и разрешения судебного дела. Не являются доказательствами сведения, сообщенные свидетелем, если он не может указать источник своей осведомленности.

## Свидетельские показания в гражданском процессе
К таковым относятся сведения об обстоятельствах, имеющих значение для рассмотрения и разрешения гражданского дела. До допроса свидетеля суд устанавливает его личность, разъясняет ему права и обязанности свидетеля и предупреждает об уголовной ответственности за отказ от дачи показаний и за дачу заведомо ложных показаний. У свидетеля берется подписка о том, что ему разъяснены его обязанности и ответственность. Подписка приобщается к протоколу судебного заседания. Свидетелю, не достигшему возраста шестнадцати лет, председательствующий разъясняет обязанность правдиво рассказать все известное ему по делу, но он не предупреждается об ответственности за неправомерный отказ от дачи показаний и за дачу заведомо ложных показаний.
Согласно 51-й статье Конституции Российской Федерации «никто не обязан свидетельствовать против себя самого, своего супруга и близких родственников, круг которых определяется федеральным законом».